# Ercevo
Ercevo (in lingua russa Ерцево) è una città situata in Russia, nell'Oblast' di Arcangelo, più precisamente nel Konošskij rajon.